# 大人賦
《大人賦》為西漢大辭賦家司馬相如所作之辭賦。為其見漢武帝迷信仙道，而上奏勸諫之文。文中藉「大人」比喻漢武帝，譏諷求仙長生的虛妄。